# Uruguays damlandslag i fotboll
Uruguays damlandslag i fotboll är det damlandslag i fotboll som representerar det sydamerikanska landet Uruguay. Laget styrs av Asociación Uruguaya de Fútbol (svenska: Uruguays fotbollsförbund), och är medlem i Conmebol samt Fifa.
Laget grundades 1996 och spelade sin första landskamp den 12 januari 1997 mot Kanada.

## Meriter
| Världsmästerskap | Sydamerikanska mästerskap | Panamerikanska spelen                                             |
| --- | --- | ----------------------------------------------------------------- |
| - 1991: deltog ej - 1995: deltog ej - 1999: Kvalade ej in - 2003: Kvalade ej in - 2007: Kvalade ej in - 2011: Kvalade ej in - 2015: Kvalade ej in | - 1991: deltog ej - 1995: deltog ej - 1998: Omgången 1 - 8:e plats - 2003: Omgången 1 - 9:e plats - 2006: Omgången 2 - 3:e plats - 2010: Omgången 1 - 10:e plats | - 1999: Kvalade ej in - 2003: Kvalade ej in - 2007: Gruppspelsfas |